# Acidiferrimicrobium
Acidiferrimicrobium es un género de bacterias grampositivas de la familia Acidimicrobiaceae. Actualmente (2023) contiene una sola especie: Acidiferrimicrobium australe. Fue descrito en el año 2020. Su etimología hace referencia a bacteria ácida amante del hierro. El nombre de la especie hace referencia a austral. Es aerobia, móvil y acidófila. Tiene un tamaño de 0,5-0,7 μm de ancho por 0,6-0,9 μm de largo. Temperatura de crecimiento entre 20-39 °C, óptima de 30 °C, y pH entre 1,7-4,5, óptimo de 3. Forma colonias con morfología parecida a un huevo frito, con coloración anaranjada en el centro debido a la acumulación de hierro oxidado. Tiene un genoma de 4 Mpb y un contenido de G+C de 74,1%. Tiene capacidad tanto para oxidar como para reducir el hierro. Se ha aislado de drenajes ácidos de una mina de carbón en Chile. 